# Козырной туз
«Козырной туз» (итал. I Quattro dell’Ave Maria) — кинофильм итальянского режиссёра Джузеппе Колицци.

## Сюжет
Козырной туз — продолжение фильма-вестерна «Бог простит, я нет», в котором собственно и произошло знакомство двух главных героев Кэта Стивенса и Хатча Бэсси. В этом фильме Стивенс и Бэсси сначала пытаются догнать и наказать грабителя Кокополуса, укравшего у них большую сумму и угнавшего их лошадей, а затем становятся его союзниками в разборке с бандой, подставившей его.

## В ролях
- Илай Уоллак — Кокополус
- Теренс Хилл — Кэт Стивенс
- Бад Спенсер — Хатч Бэсси
- Брок Питерс — Томас
- Кевин Маккарти — Дрэйк
- Тиффани Хойвельд — жена Томаса
- Армандо Бандини — кассир банка
- Ливио Лоренцон — Пако Росса
- Стеффен Захариас — Гарольд
- Ремо Капитани — Кангасейро
- Бруно Кораццари — Чарли

## Слоган
«The smile that kills…»